# Ingrid Schuiten
Ingrid Schuiten (2 maart 1993) is een Nederlands voetbalspeelster. Zij speelde als middenvelder voor sc Heerenveen en vv Alkmaar in de Eredivisie Vrouwen en BeNeLeague.

## Statistieken
| Seizoen | Club          | Land      | Competitie         | Wedstrijden | Doelpunten |
| ------- | ------------- | --------- | ------------------ | ----------- | ---------- |
| 2011/12 | sc Heerenveen | Nederland | Eredivisie         | 14          | 0          |
| 2012/13 | sc Heerenveen | Nederland | BeNeLeague         | 25          | 0          |
| 2013/14 | sc Heerenveen | Nederland | BeNeLeague         | 27          | 4          |
| 2014/15 | sc Heerenveen | Nederland | BeNeLeague         | 15          | 0          |
| 2015/16 | sc Heerenveen | Nederland | Eredivisie         | 15          | 1          |
| 2016/17 | sc Heerenveen | Nederland | Eredivisie         | 19          | 0          |
| 2017/18 | sc Heerenveen | Nederland | Eredivisie         | 0           | 0          |
| 2017/18 | vv Alkmaar    | Nederland | Vrouwen Eredivisie | 10          | 1          |
| Totaal  | Totaal        | Totaal    | Totaal             | 125         | 6          |

Laatste update: oktober 2020

## Interlands
Schuiten speelde bij Oranje O16 en O17.

## Privé
Na zeven seizoenen bij sc Heerenveen wilde Schuiten zich gaan richten op haar maatschappelijke carrière, omdat ze naast het voetbal altijd nog moest werken. Toch besloot ze nog een seizoen bij vv Alkmaar te gaan spelen, die dat jaar als vervolg op Telstar in de Eredivisie Vrouwen begon. Een jaar later moest ze kiezen tussen fulltime voetbal of werken, en koos ze voor het laatste.